# Paul Smith (bokser)
Paul Smith Jr. (født 6. oktober 1982 i Liverpool, Merseyside, England) er en britisk professionel bokser. Han havde den britiske titel i mellemvægt i 2008, den britiske titel supermellemvægt to gange mellem 2009 og 2014 og har tre gange udfordret om en super-mellemvægt verdensmesterskabs-titel.

## Amatørkarriere
Smith startede boksning i alder af ni i Rotunda amatørbokseklub og kæmpede i Sydafrika, Usbekistan og Danmark hvor han repræsenterede England. Han kommer fra en familie af boksere, og han og sine brødre (Stephen, Liam og Callum) blev den første gruppe søskende til alle vinde ABA-titlerne. Paul vandt sølvmedaljer for sit land i 2001 ved Copenhagen Cup i København og ved Commonwealth Games i 2002, hvor han tabte til canadiske Jean Pascal med to point; Smith skrev herefter kontakt med Frank Warren og blev professionel.

## Professionelle karriere
Smith karriere har indeholdt mange kampe hovedsagelig i Storbritannien, Tyskland og USA. Han har bokset mod Andre Ward og Arthur Abraham om WBO supermellemvægt-titlen to gange. Den første var en kontroversiel afgørelse.

### The Contender
Den 4. september 2007 sluttede Smith sig til ni andre håbefulde boksere som en del af sæson tre af  The Contender. Smith slog rivaliserende David Banks fra Portland, Oregon og sluttede med en sejr til Smith ved split-decision. Men da Smith havde det laveste antal point totalt ud af de resterende boksere, blev han diskvalificeret. Sejren over David Banks blev kæmpet i Pasadena i Californien og blev sendt på ESPN og ITV; Ray Leonard sagde Smith lod sin vrede påvirker hans evner. Smith blev efterladt med to skader, den ene på hans næse og den anden omkring hans øje; dette betød, at han var medicinsk uegnet til at fortsætte konkurrencen uanset sine præstationer.
Udover dette har han bokset og tabt til bemærkelsesværdige britiske boksere Steven Bendall, James DeGale, George Groves og tyske Tyron Zeuge om WBA-verdensmesterskabstitlen (2017).